# SN 2001ii
SN 2001ii – supernowa typu Ic odkryta 11 grudnia 2001 roku w galaktyce UGC 444. W momencie odkrycia miała maksymalną jasność 18,60m.